# 马彦平
马彦平（1965年4月—），男，山西兴县人，中华人民共和国政治人物。山西财经学院财政金融系金融专业本科毕业、中国人民银行金融研究所货币银行学硕士毕业。曾任大同市人民政府市长，中共大同市委副书记。2018年12月，他被中共山西省委常委会处以留党察看两年的处分。

## 生平
马彦平1981年考入山西财经学院财政金融系金融专业。1984年12月，马彦平在大学加入中国共产党。1985年，他进入中国人民银行金融研究所货币银行专业，攻读硕士学位。资料中称，马彦平1985年7月参加工作。1987年，拿到硕士学历的马彦平到中国农业银行总行，成了一名干事。这年12月，他离开农行，到山西财经学院经济研究所任助教、经济研究室主任。1989年，他离开高校，进入政府，成为山西省政府办公厅财贸处科员。随后升为副主任科员、主任科员。1995年6月23日至1997年3月，他担任榆次市委副书记兼榆次经济技术开发区管委会主任。
1997年，马彦平开始在左权县任职。1997年至2001年，他担任左权县县长、中共左权县委副书记。当上县长时，马彦平只有32岁，他成了当时山西省最年轻的县长，也是左权县史上最年轻的县长。2001年至2005年3月，他出任中共左权县委书记。当时与马彦平搭档、出任左权县长的孙光堂在 《左权之路 一个贫困县的发展与变迁》中回忆，2001年时左权刚刚经历了洪灾，作为山区、老区、贫困地区，经济落后；然而，在此后的四五年中，凭借煤铁资源，左权县的经济快速发展，县财政收入两次翻番，工业经济两次成倍增长。孙光堂在书中评价他的搭档马彦平“有很高的理论造诣，思维敏锐超前，看问题深刻准确，善于驾驭全局，对全县大政方针掌握得非常好；他为人胸襟坦荡，光明磊落，工作作风民主、务实，在班子里和群众中有很高的威望”。孙光堂还提到，马彦平是当时山西官场少有的硕士学历县委书记。
2005年5月，马彦平升任晋中市副市长，晋中市国资委党委书记。2006年，他改任中共晋中市委常委、副市长。随后，他被调动到朔州任职，在2009年12月至2011年7月期间担任中共朔州市委常委、组织部部长。2011年7月，他不再担任组织部长，仍任中共朔州市委常委。2011年8月，马彦平任朔州市委副书记。
2013年3月19日，中共山西省委组织部公示拟任命马彦平担任省直正厅职务。3月28日，山西省人民政府发布《山西省人民政府关于马彦平任职的通知》，任命马彦平为省政府副秘书长、省无线电管理委员会常务副主任，为正厅级干部。
2015年8月2日，中共山西省委组织部公示拟提名马彦平为市长候选人，公示期为8月3日至8月11日。中共山西省委组织部同时公示，拟任命李俊明为市委书记。这时，山西省各地级市中只有吕梁市市长空缺。李俊明这时担任大同市市长，如果顺利出任市委书记，大同市市长也将出缺。2015年8月14日《大同日报》头版刊发简讯，中共山西省委决定任命马彦平为中共大同市委委员、常委、副书记。8月17日上午，大同市第十四届人大常委会第二十八次会议决定任命马彦平为大同市副市长，表决通过并任命马彦平为代市长。2016年5月27日大同市第十四届人民代表大会第六次会议上，马彦平当选大同市市长。
2017年9月24日，经大同市第十五届人民代表大会常务委员会第七次会议通过，决定接受马彦平辞去大同市人民政府市长职务的请求。马彦平辞去大同市长职务后，官方并未公布其去向。2018年12月28日至29日在山西省太原市召开的中共山西省委第十一届七次全体会议召开，会后山西省政府于12月30日在网站上透露此次会议表决通过了《关于确认省委常委会给予马彦平同志留党察看二年处分决定的决议》。